# Кудрово
Ку́дрово — город в Заневском городском поселении Всеволожского района Ленинградской области. Благодаря расположению вплотную к восточной границе Санкт-Петербурга, внутри Кольцевой автодороги, в 2 км от станции метрополитена «Улица Дыбенко», является одним из самых ближних пригородов Санкт-Петербурга.

## Происхождения названия
Есть несколько версий относительно происхождения названия города и даты его основания.

#### Первая версия
Как утверждает директор Всеволожского государственного историко-краеведческого музея М. С. Ратникова, деревня «Кудрово впервые упоминается в новгородских писцовых книгах XV века», однако в Писцовой книге Водской пятины 1500 года, среди деревень Спасского Городенского погоста такой деревни нет, есть Кудриково. Упоминаемые же в писцовой книге деревни Кудрово находятся либо в Воздвиженском Корбосельском погосте (Кудрово Максимово на Кавгале), что гораздо севернее, либо без какой-либо локализации в соседнем Ильинском Келтушском погосте, а затем топоним Кудрово исчез из документов и карт этих мест до начала XX века.

#### Вторая версия
Есть версия, что своё название деревня получила значительно позже, по фамилии некоего помещика Кудрова, который якобы владел здесь имением (действительно, в центре Кудрова на берегу реки Оккервиль сохранились остатки помещичьей усадьбы, это был двухэтажный каменный дом, вниз к реке спускались три парка), но и эта версия не имеет документального подтверждения.
Первые достоверные картографические упоминания каких-либо строений на месте будущего Кудрова — Винный завод на карте окружности Санкт-Петербурга 1810 года и Водочный завод Полторацкой на карте Ф. Ф. Шуберта за 1834 год.
Агафоклея Александровна Полторацкая (1737—1822), вдова Марка Фёдоровича Полторацкого (1729—1795), в начале XIX века владела имением, состоящим из двух мыз: Оккервиль («Дача Полторацкой») и расположенной на месте современной деревни Кудрово мызы Косая Гора.

На Косой горе находился дом управляющего, каменный флигель для дворовых людей, разные хозяйственные постройки: винный завод, мельница-мукомольня для перловых круп, рига с молотильными машинами и веяльницами (предпочитали машины, а не ручной, менее производительный, труд). Вокруг располагались господские покосы и сараи для хранения сена. Там же был хлебный амбар, кладовые, мастерские и кузница.

Предположительно, Косая Гора является калькой с финского названия Кудрова: (фин. Väärämäki), которое переводится как «Кривая гора».

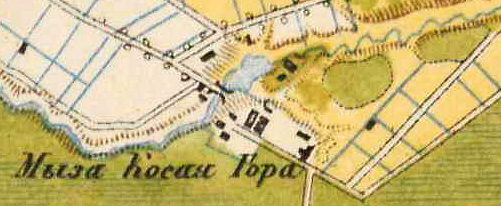
Мыза Косая Гора на карте 1885 года

Мыза Косая Гора упоминается на картах 1885 и 1893 годов, она же на карте 1909 года — имение Косая Гора.
Согласно материалам по статистике народного хозяйства Санкт-Петербургского уезда 1891 года, имение Косая Гора площадью 20 десятин принадлежало мещанину П. Я. Тихонову. Имение было куплено в 1879 году за 500 рублей.
Позднее, на карте Ю. Гаша за 1914 год, имение отсутствует, а на его месте нанесены безымянные дачи, но на военно-топографической карте Петроградской губернии того же года и финской карте Карельского перешейка от 1924 года вновь упоминается мыза Косая Гора.
В списке же ценных природных объектов, подлежащих охране во Всеволожском районе, утверждённом решением Всеволожского городского Совета народных депутатов от 8 апреля 1993 года, за № 32 вообще указан парк усадьбы Сиверса (5 га, дер. Кудрово).
Единственное дореволюционное здание деревни Кудрово — здание мызы Косая Гора, принадлежавшей заводчице Полторацкой, снесено в 2013 году.

#### Третья версия
По третьей версии, принадлежащей краеведам Н. Д. Солохину и И. В. Венцелю, в 1925 году сюда на место умирающей сельхозартели «Красная заря», основанной ещё в 1919 году, приехали первые коммунары. Родом они были из Лужского уезда Петроградской губернии (поселок Батецкий), где уже существовала коммуна «Кудрово». Оттуда 12 больших работящих семей во главе с коммунистами, вступившими в партию ещё в 1918 году, Василием Ивановичем Евстифеевым и Иваном Павловичем Ёлкиным, приехали основывать новую деревню, которую так же назвали Кудровом.

#### Четвёртая версия
По словам довоенных жителей Кудрова, коммунары в составе 6 семей переселились сюда из деревни Малые Ясковицы Городенской волости Лужского уезда Петроградской губернии, близ которой в бывшем господском доме была организована коммуна «Кудрово», но в которой, со временем, коммунарам «стало тесно». Название Кудрово коммунары «привезли с собой», они произносили его с ударением на второй слог — Кудро́во.

## История

### С 1926 года
Коммуна была образована в 1926 году.

КУДРОВО — коммуна Ново-Сергиевского сельсовета, 1 двор, 60 душ, непостоянного населения. (1926 год)

В 1928 году был организован колхоз Кудрово.
В 1929 году к коммуне присоединились сельскохозяйственные артели «Будущность», «Полянка» и совхоз «Володарец», находившиеся от неё на расстоянии 0,5—3,5 км. В коммуне имелось 280 холмогорских дойных коров и 200 га огородов.
В конце 1920-х годов в Кудрове было три дома — бывший господский дом (в нём жили коммунары), «Колпаков хутор» (там жили приезжие) и дом Крумина (бывшего работника имения). В 1932 году члены коммуны построили ещё пять домов, так возникла Набережная улица.
По данным 1934 года из 238 колхозов Ленинградского Пригородного района только 2 имели форму организации коммуна, один из них — коммуна «Кудрово», второй — коммуна «Труд» в Рябове (совр. Всеволожск).

КУДРОВО — колхоз Яблоновского сельсовета, 346 чел. (1939 год)

План посёлка совхоза Кудрово. 1939 год

На картах топоним Кудрово (совхоз «Кудрово») появился лишь в 1939 году.
В 1940 году совхоз насчитывал 17 дворов.
В 1950 году совхоз был ликвидирован.
В 1958 году население деревни составляло 307 человек.
По данным 1966, 1973 и 1990 годов деревня Кудрово находилась в составе Заневского сельсовета.
В 1997 году в деревне проживали 92 человека, в 2002 году — 85 человек (русских — 94 %), в 2007 году — 91.
28 июня 2018 года деревня Кудрово получила статус города.

## География
Город расположен в юго-западной части района и непосредственно примыкает к восточной границе Невского района Санкт-Петербурга.
К востоку от него проходит автодорога А118 (Кольцевая автомобильная дорога вокруг Санкт-Петербурга). Расстояние до административного центра поселения — 3,5 км.
Расстояние до железнодорожной станции Заневский Пост — 3 км.
Через город протекает река Оккервиль — левый приток Охты.

## Население
| 2007    | 2010    | 2017    | 2019    | 2020    | 2021    | 2023    |
| ------- | ------- | ------- | ------- | ------- | ------- | ------- |
| 91      | ↗137    | ↗13 501 | ↗31 577 | ↗41 102 | ↗60 791 | ↗64 904 |
| 2024    | 2025    |         |         |         |         |         |
| ↗66 310 | ↗68 384 |         |         |         |         |         |

В 2015—2016 годах в деревне Кудрово было зарегистрировано 8 тысяч человек, а фактическое население оценивалось в 10—20 тысяч человек.
На 1 января 2025 года по численности населения город находился на 234-м месте из 1124 городов Российской Федерации.
Национальный состав
По данным Всероссийской переписи населения 2021 года в городе Кудрово проживали 60 791 человек, из них:
 русские — 36 578, татары — 359, украинцы — 318, армяне — 197, узбеки — 183, белорусы — 161, азербайджанцы — 113, таджики — 97, чуваши — 67, калмыки — 58, корейцы — 58, евреи — 54, немцы — 50, башкиры — 42, грузины — 40, киргизы — 44, лезгины — 43, якуты — 39, молдаване — 36, казахи — 33, осетины — 29, аварцы — 27, буряты — 27, коми — 27, мордва — 27, арабы — 25, даргинцы — 20, карелы — 19, марийцы — 19, удмурты — 19, чеченцы — 19, кабардинцы — 16, турмены — 14, кумыки — 13, поляки — 12, черкесы — 14, табасараны — 12, гагаузы — 11, греки — 11, тувинцы — 11, болгары — 9, лакцы — 9, литовцы — 9, ингуши — 7, ногайцы — 7, ханты — 6, абхазы — 5, коми-пермяки — 5, персы — 5, эстонцы — 5, цахуры — 5, агулы — 4, езиды — 4, нагайбаки — 4, латыши — 4, турки — 4, абазины — 3, итальянцы — 3, талыши — 3, казаки — 3, карачаевцы — 3, финны — 3, эвенки — 3, адыгейцы — 2, алтайцы — 2, вепсы — 2, ижорцы — 2, поморы — 2, телеуты — 2, уйгуры — 2, андийцы — 1, ассирийцы — 1, афганцы — 1, бесермяне — 1, британцы — 1, долганы — 1, камчадалы — 1, кряшены — 1, крымские татары — 1, кубинцы — 1, манси — 1, ненцы — 1, нганасаны — 1, памирцы — 1, сойты — 1, хакасы — 1, чуванцы — 1, чукчи — 1, шорцы — 1, цыгане — 1, эвены — 1, остальные национальность не указали.

## Образование и культура
В 2012 году в жилом комплексе «Новый Оккервиль» открылся частный детский сад с плавательным бассейном. В 2016 году была открыта МОБУ СОШ Центр образования «Кудрово».
На начало 2017 года открыто два детских сада. На конец 2020 года около десяти муниципальных детских садов сданы в эксплуатацию.

## Религия
- Церковь святого Апостола и Евангелиста Иоанна Богослова (2019)[60][61]. Вместимость храма — 2500 человек, высота — 57 метров. Один из самых крупных храмов Ленинградской области, из числа построенных в современный период[62]
- Церковь иконы Божией Матери «Нечаянная Радость» (2023)[63][64]
- Церковь иконы Божией Матери «Отрада и Утешение» (2023)[65]

## Инфраструктура
В 2006 году в южной части деревни (у пересечения дорог: А118 КАД и М18 Мурманского шоссе) был открыт торгово-развлекательный центр «„МЕГА“-Дыбенко».
В 2012 году в жилом комплексе «Новый Оккервиль» открылся частный детский сад с плавательным бассейном. На начало 2017 года открыто два детских сада. На конец 2020 года около десяти муниципальных детских садов сданы в эксплуатацию.
В Кудрове работают 3 школы на 275, 600 и 1600 мест. Самая большая из них — Центр образования «Кудрово», школа-технопарк. В 2020 году в ней насчитывалось 17 первых классов численностью по 30 детей, в связи с чем введено обучение в две смены.
Жилые комплексы Кудрово критикуются за отсутствие собственной социальной и транспортной инфраструктуры.

## Строительство
В декабре 2006 года был заложен первый камень в основание города Кудрово.
В феврале 2008 года было начато строительство микрорайона «Новый Оккервиль». Строительство велось в шесть очередей. Новая улица, по которой стали адресовать новостройки, была названа Ленинградской.
2 октября 2010 года перед строящимся микрорайоном «Новый Оккервиль» состоялось торжественное открытие парка «Oккервиль».
С 2011 года ведётся строительство ЖК «Капитал» и ЖК «Весна». С 2012 года ведётся строительство жилых комплексов «Австрийский квартал», «Прогресс», «Европейский парк» и новых очередей ЖК «Семь столиц».
Кудрово — одна из самых застраиваемых локаций Ленинградской области. Всего на конец 2016 года здесь насчитывалось 27 новых жилых комплексов, которые либо находятся в стадии строительства, либо уже полностью или частично были сданы в эксплуатацию. В процессе строительства — 801 тысяча м² жилья, из которых в продаже находится 372 тысячи м².
В ЖК «Новый Оккервиль» (ул. Областная, 1) 3708 квартир в 35 подъездах.

## Станция метро «Кудрово»
С 1980-х годов планировалось открытие станции метро «Кудрово» под проектным названием «Народная» по одноимённой улице, однако осталось нереализованным из-за сокращения финансирования вследствие распада СССР.
Начало строительства было также запланировано на 2023 год, однако позже выяснилось, что у станции отсутствует проект, и сроки как его разработки, так и открытия станции, неизвестны.
В конце 1980-х годов до пересечения проспекта Большевиков и улицы Тельмана (в сторону Народной улицы) был проложен тоннель метрополитена (станция  «Народная»), но наклонный ход и вестибюль построены не были. На момент заморозки строительства был построен только один (правый) перегонный тоннель от станции «Улица Дыбенко», пройденный щитовым способом и заканчивающийся за 600 метров до станции на уровне улицы Тельмана, поворачивая на восток. Длина тоннеля — 1500 метров. Проходит прямо под проспектом Большевиков, около изгиба у гипермаркета «Перекрёсток» поворачивает на восток.
Тоннель заканчивается монтажной камерой ТПМК с надписью «до Народной — 600 метров». Также на стенах тоннеля можно увидеть надписи «год 1996».

## Статус города
С 2016 года рассматривался вопрос смены статуса населённого пункта с деревни на город. Также часть жителей деревни Кудрово требовала присоединения к Санкт-Петербургу. Однако в декабре 2017 года было официально объявлено, что включение Кудрова в состав Санкт-Петербурга не рассматривается.
В мае 2018 года губернатор Александр Дрозденко поддержал обращение жителей Кудрова и инициировал закон о присвоении деревне статуса города.
30 мая 2018 года депутаты ЗакСа Ленинградской области одобрили в трёх чтениях законопроект получения деревней Кудрово статуса города.
В соответствии с областным законом от 18 июня 2018 года № 46-оз «Об изменении категории населённого пункта Кудрово во Всеволожском муниципальном районе Ленинградской области и о внесении изменения в областной закон „Об административно-территориальном устройстве Ленинградской области и порядке его изменения“» деревня Кудрово была преобразована в город Кудрово.

## Фотогалерея

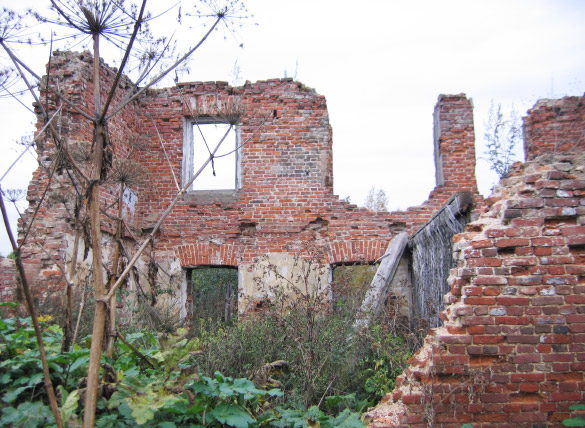
Руины помещичьей усадьбы в Кудрове (фото 2007 года)
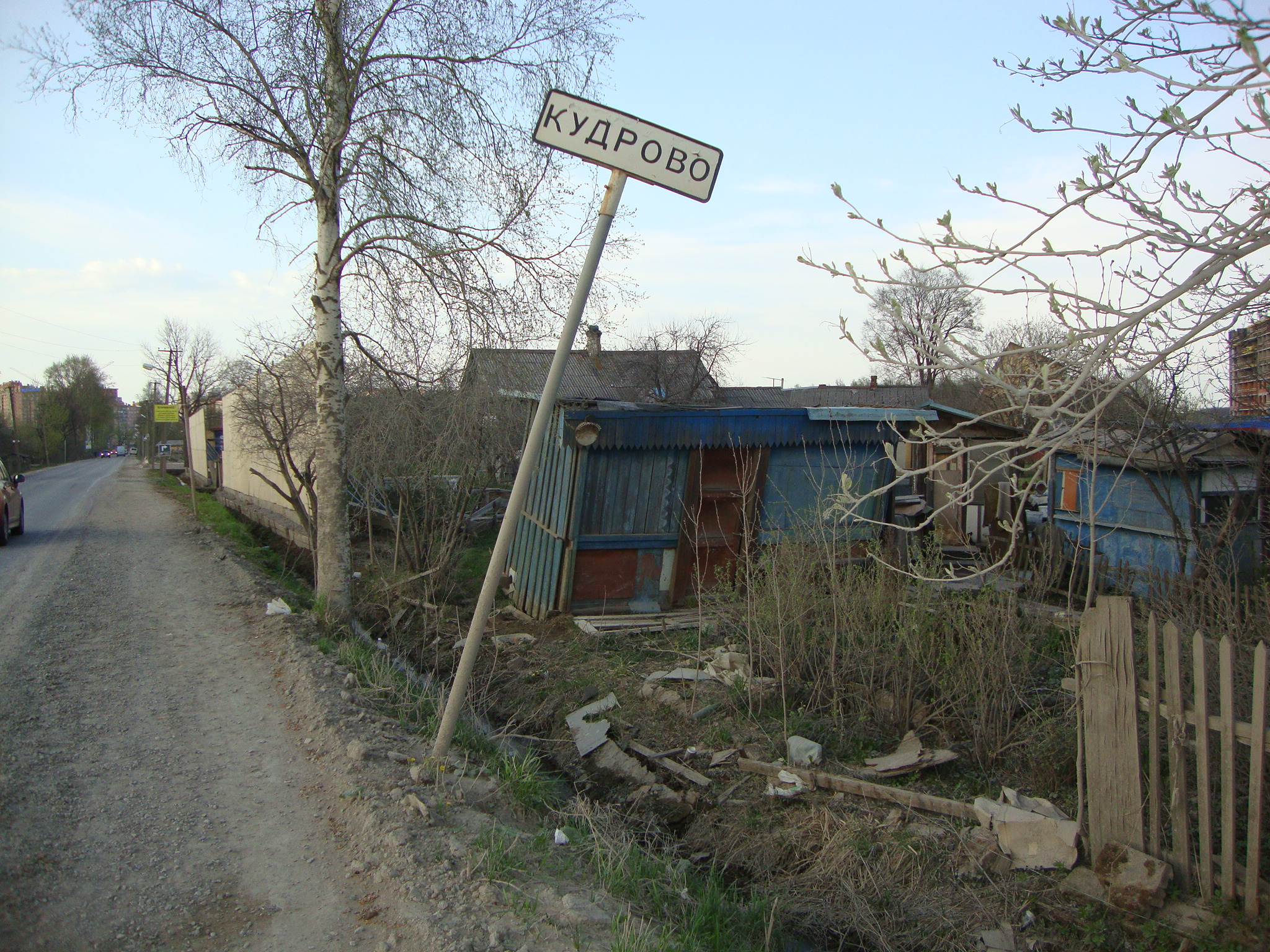
Восточная граница деревни Кудрово (фото 2013 года)
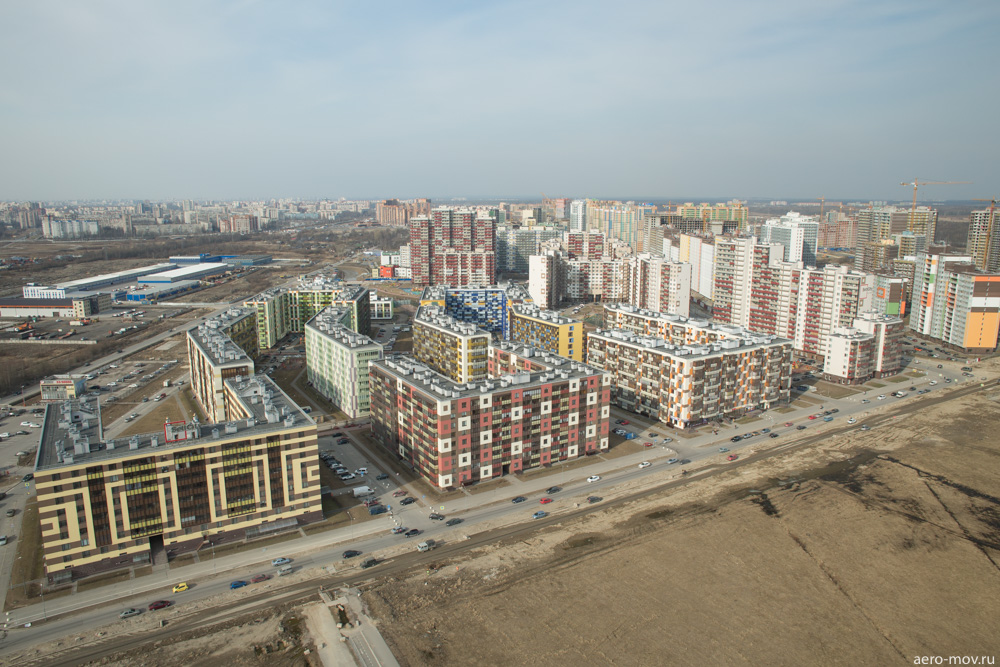
Южное Кудрово (фото с дрона)
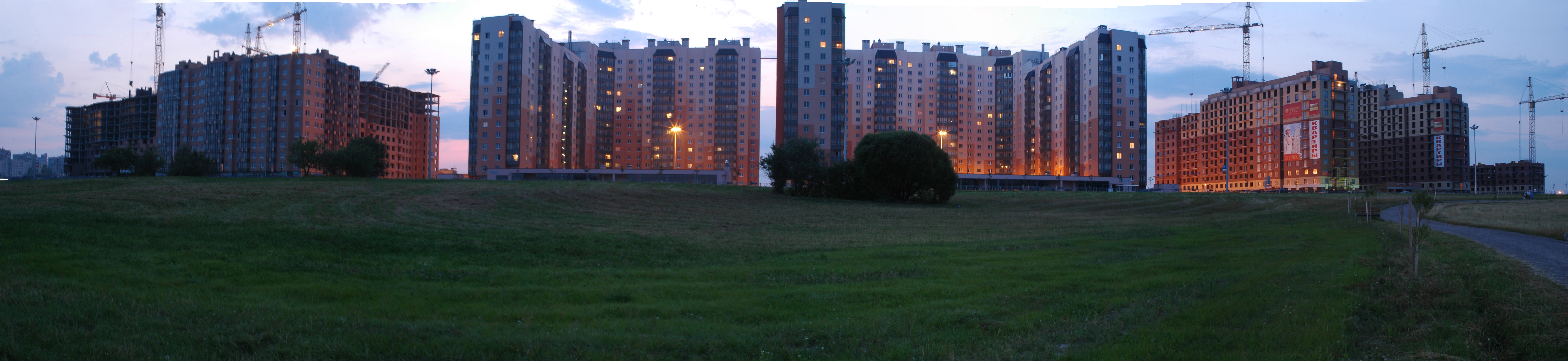
Северное Кудрово
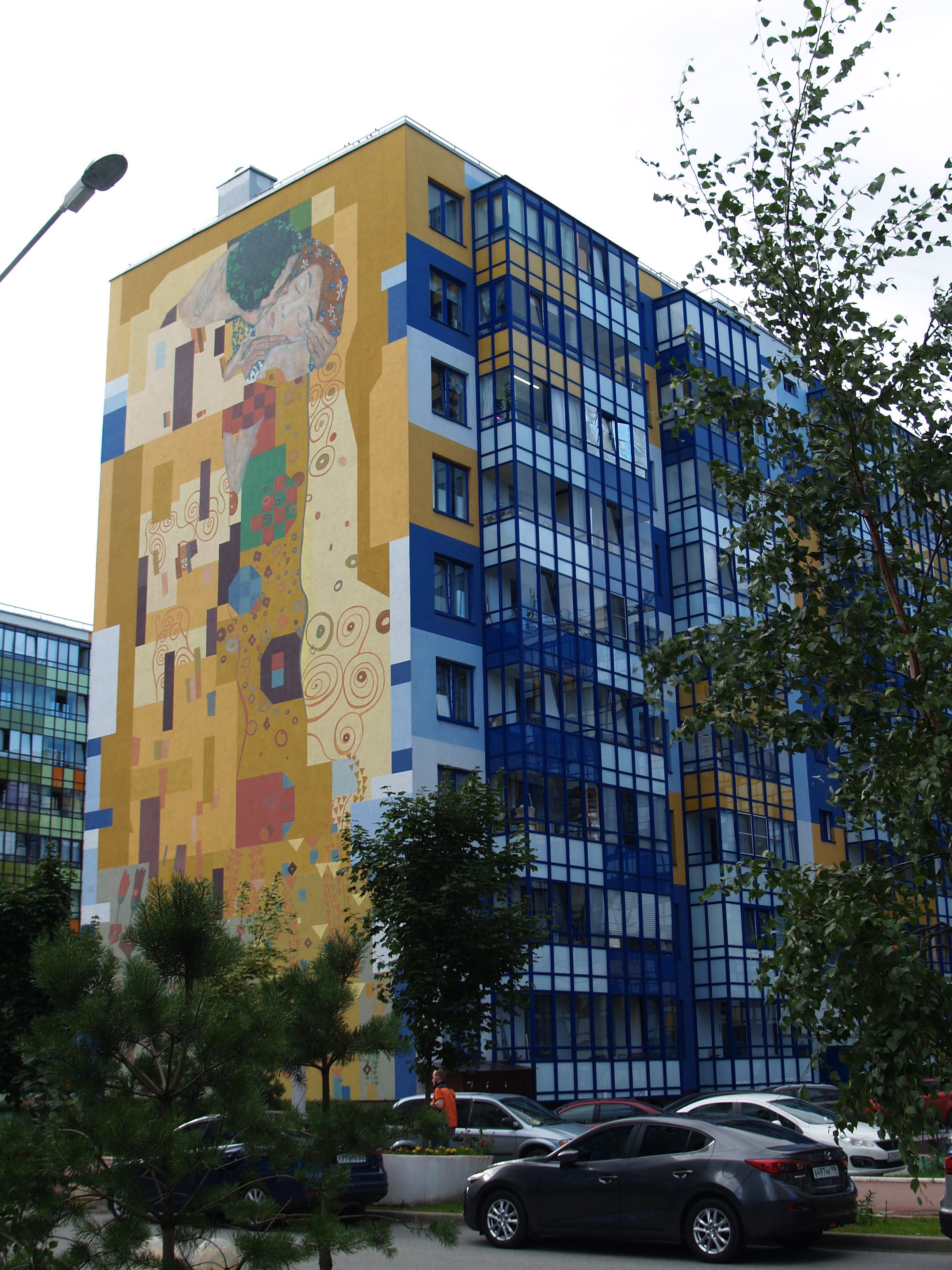
Репродукции картины «Поцелуй» Густава Климта в Южном Кудрове
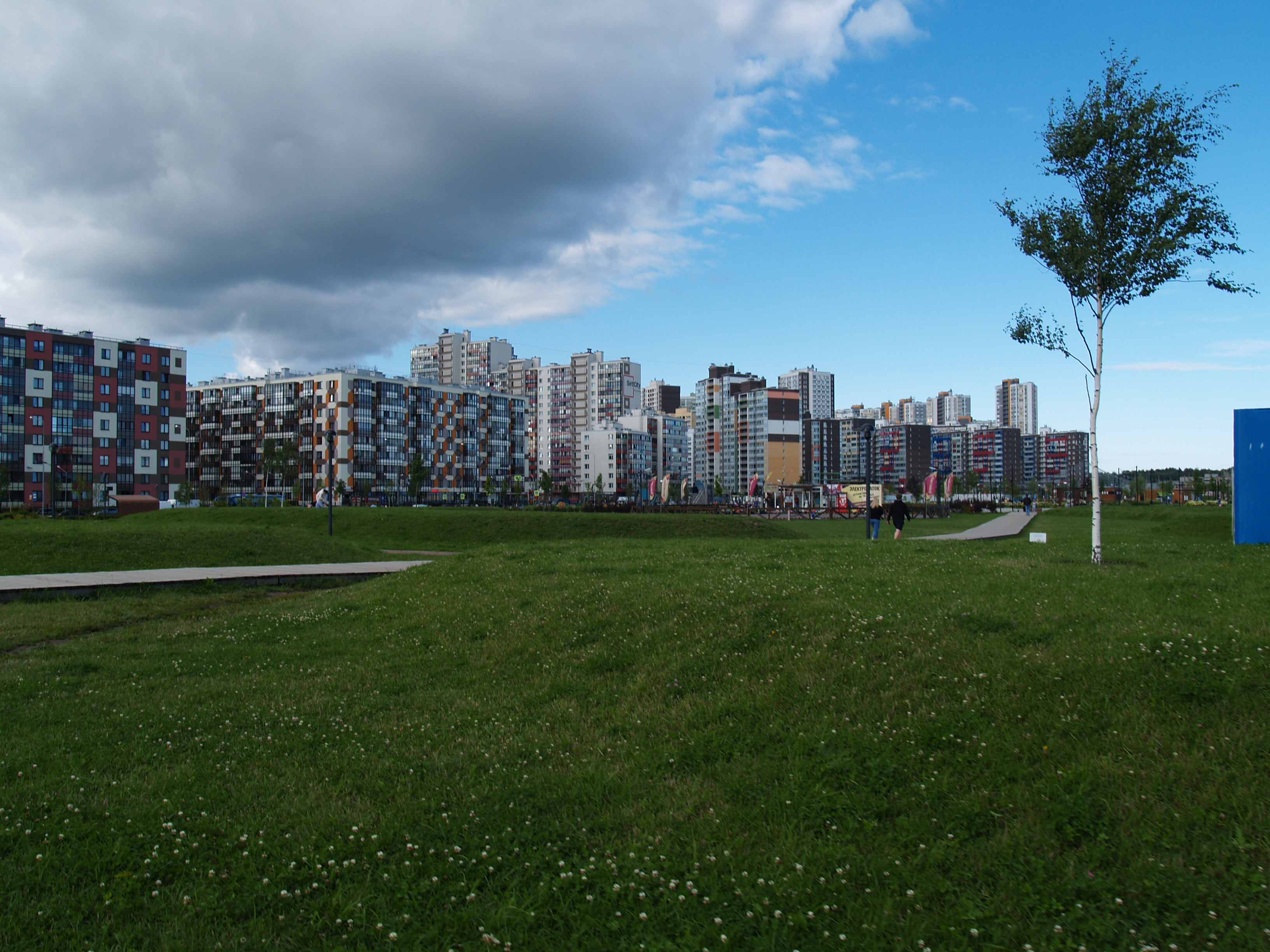
Жилые комплексы «Вена» и «Лондон» со стороны МегаПарка
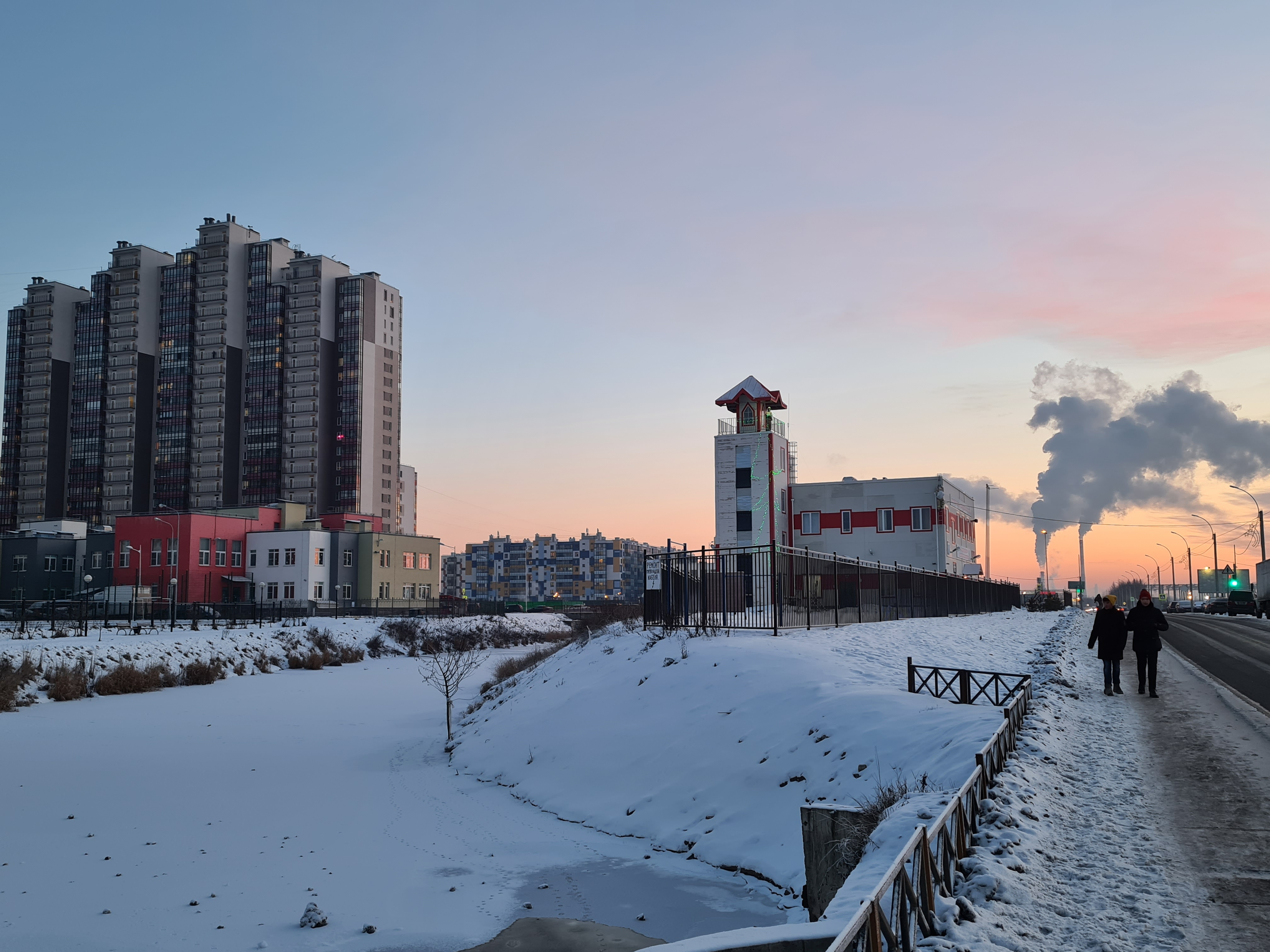
Пожарная часть №150 (Кудрово)